# Juntersdorf
Juntersdorf is een plaats in de Duitse gemeente Zülpich, deelstaat Noordrijn-Westfalen, en telt 206 inwoners (2006).